# Sebastian Praus
Sebastian Praus est un patineur de vitesse sur piste courte allemand.

## Biographie
Il participe aux épreuves de patinage de vitesse sur piste courte aux Jeux olympiques de 2006 et aux Jeux olympiques de 2010. Il arrive 7e du relais dans les deux cas.